# Landesklinikum Mauer
Das Landesklinikum Mauer (auch Landesklinikum Amstetten-Mauer) ist ein psychiatrisches und neurologisches Zentrum und Lehrkrankenhaus in Mauer bei Amstetten. Es wurde von Carlo von Boog und Erich Gschöpf nach modernsten Richtlinien im Jugendstil geplant und entworfen und galt als Vorbild für die Klinik Am Steinhof. Die Anlage gilt als wichtigstes Jugendstil-Ensemble Niederösterreichs.

## Geschichte

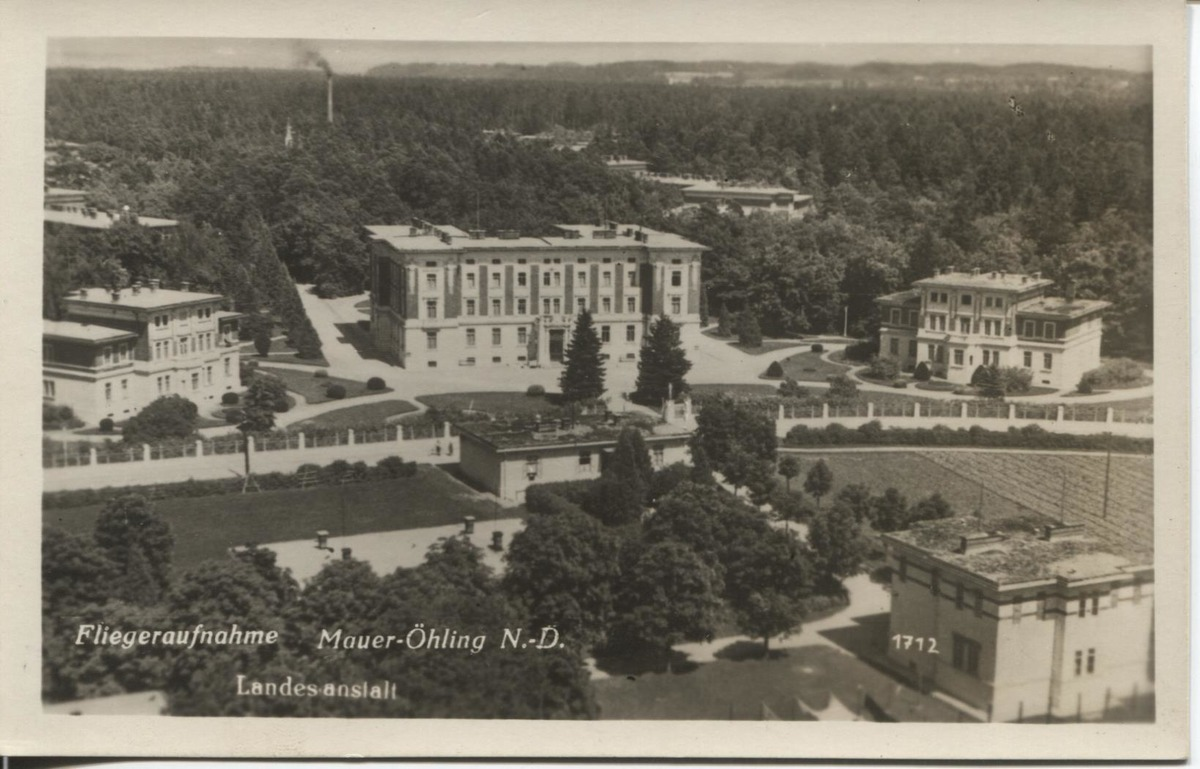
Die „Heil- und Pflegeanstalt“ Mauer-Öhling 1942

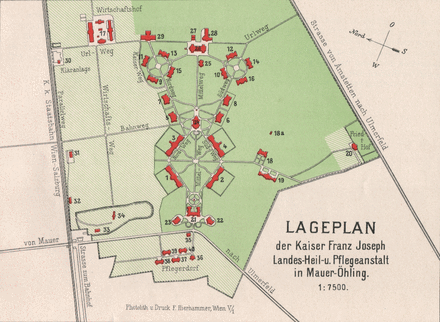
LK Mauer Lageplan

Die Landesheil- und Pflegeanstalt für Geisteskranke wurde von 1898 bis 1902 als Pavillonanlage im Jugendstil von Carlo von Boog nach modernsten medizinischen Grundsätzen und neuesten psychologischen Erkenntnissen geplant und war Vorbild für die später entstandene Heilanstalt Am Steinhof. Während der Name des Landesbaudirektors von Boog eng mit der Heilanstalt verbunden blieb, ist der Name des ausführenden Architekten, Erich Gschöpf, heute weithin unbekannt.
Bemerkenswert bei der architektonischen Ausführung ist einerseits die weitgehende Verwendung von Eisen- bzw. Gussbeton. Andererseits fällt die frühe Anwendung von reichhaltigen secessionistischen Dekorformen auf, zumal die Pläne vor 1898 entstanden sind. Zum Teil bediente sich Gschöpf floraler bzw. vegetabiler Jugendstilformen, daneben griff er aber auch typische Motive der Wagner-Schule auf, wie etwa Lorbeerkränze oder Engelsköpfe. Auch die weit vorkragenden, flachen Dächer weisen auf Otto Wagner hin.
Die Anlage wurde von Kaiser Franz Joseph 1902 feierlich eingeweiht. Nach der Eröffnung schrieb er seiner Geliebten Katharina Schratt:
„Ich brachte zwei Stunden in Mauer-Öhling zu, das ein sehr schönes, in schönem Walde gelegenes, mit allen Erfindungen der Neuzeit ausgestattetes Etablissement ist, mit Wirtschaftshof, Meierei, Feldern, Werkstätten etc. – Alles zum Besten der Narren. Es muß ein Hochgenuß sein, dort eingesperrt zu sein.“
Und tatsächlich stellte die offene Bauweise der Anstalt mit 19 Pavillons inmitten eines riesigen Parks einen Quantensprung in der Versorgung psychisch Kranker dar, verglichen etwa mit den barocken Asylen wie dem Narrenturm in Wien. Die verkehrstechnisch günstige Lage an der Westbahn und die enorme Aufnahmekapazität (1.000 Patienten) wurde gewählt, um neben der Versorgung Niederösterreichs auch die Betreuung von Patienten aus der damaligen Weltstadt Wien zu gewährleisten.

### Zeit des Nationalsozialismus
In der Zeit des Nationalsozialismus kam es auch in Mauer-Öhling zu Zwangssterilisationen und Krankenmorden. Zwischen Juni 1940 und August 1941 wurden rund 1.300 Patientinnen und Patienten der „Heil- und Pflegeanstalt“ in der Tötungsanstalt Schloss Hartheim bei Linz durch Giftgas getötet. Danach wurde anstaltsintern weiter gemordet. Die „Übersterblichkeit“, d. h. die erhöhte Zahl von Todesfällen während der NS-Herrschaft verglichen mit dem Vorkriegsniveau durch gezielte Mangelernährung, systematische Vernachlässigung oder psychiatrische Gewalt, betrug 570 Personen. Im Februar und Oktober des Jahres 1943 verlegte die Direktion weitere 320 Patientinnen und Patienten in die „Heil- und Pflegeanstalt“ Gugging, von denen dort nur wenige überlebten. In einem Endphaseverbrechen im November 1944 und April 1945 ermordeten die Anstaltsärzte Emil Gelny und Josef Utz unter Beihilfe des Pflegepersonals nochmals 190 Patientinnen und Patienten mittels überdosierter Medikamente und eines umgebauten Elektroschockgeräts. Die Getöteten warf man in Massengräber am erweiterten Anstaltsfriedhof, dessen würdige Gestaltung als Gedenkort bis heute noch ausständig ist. Insgesamt kann von bis zu 2.400 Opfern der NS-„Euthanasie“ in Mauer-Öhling ausgegangen werden.
2026 soll die Niederösterreichische Landesausstellung „Wunder Mensch – Seelische Gesundheit im Wandel der Zeit“ im Landesklinikum Mauer stattfinden.

## Rothschild-Pavillon

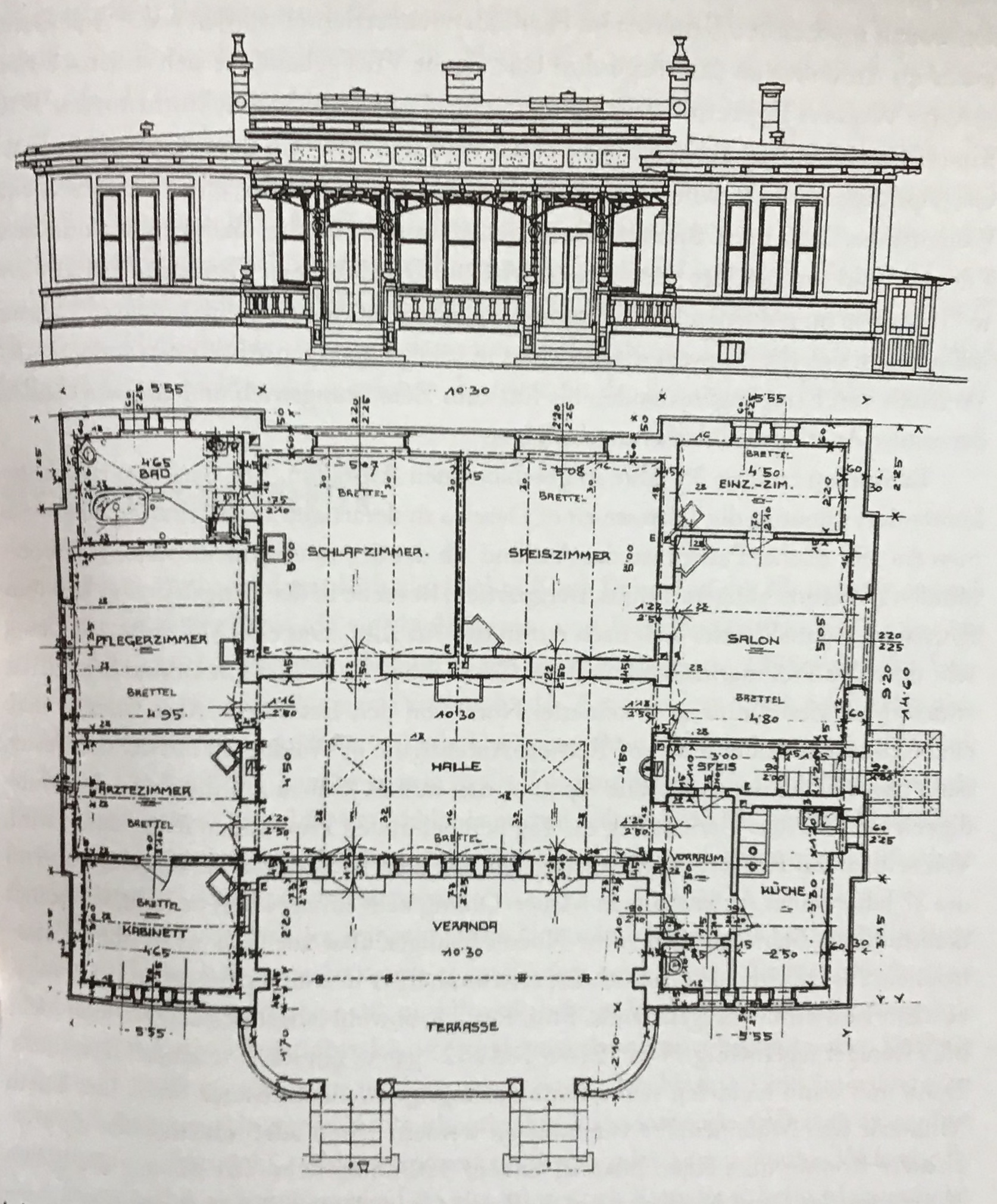
Rothschild Pavillon Mauer

Im Jahr 1907 wurde der bipolare Sohn von Albert Rothschild, Georg Rothschild, nach Mauer-Öhling gebracht. Im Anschluss an das Pflegerdorf wurde eine eigene Villa gebaut, die sich stilistisch stark an Otto Wagners Jugendstil-Villen anlehnte und von dem Architekturhistoriker Peter Kunerth als besonders gelungen bezeichnet und von ihm dem Architekten Erich Gschöpf zugeschrieben wird. Sie hatte eine Halle mit Veranda, einen Salon und eine Bauernstube, dazu noch Speisezimmer, Schlafzimmer, Küche, Badezimmer und zwei Pflegezimmer samt großer Veranda auf zirka 200 Quadratmetern Grundfläche.
Die Wahl fiel nicht zuletzt deshalb auf den Standort Mauer-Öhling, weil er auf dem halben Weg von Wien nach Waidhofen zu den Besitzungen Rothschilds und gut per Bahn erreichbar lag. Georg Rothschild verbrachte dort gut 30 Jahre, ständig betreut von einem Arzt und drei Wärtern, was Ende der Zwanziger Jahre immer mehr Unmut hervorruf, da das Land Niederösterreich den Großteil der Kosten dafür zu tragen hatte. Rothschild starb 1934 an Demenz, 1975 wurde die Villa abgerissen.

## Einrichtung
Heute beherbergt das Landesklinikum neben der akutpsychiatrischen Abteilung auch Einrichtungen für Alkoholentwöhnung, Drogenentzug, forensische Psychiatrie, Psychosomatik, Kinder- und Jugendpsychiatrie, Soziotherapie und Rehabilitation. Außerdem gibt es drei Neurologische Abteilungen mit einer Wachkomastation, eine interne Geriatrie und mehrere Pflegeheime.

## Kapelle

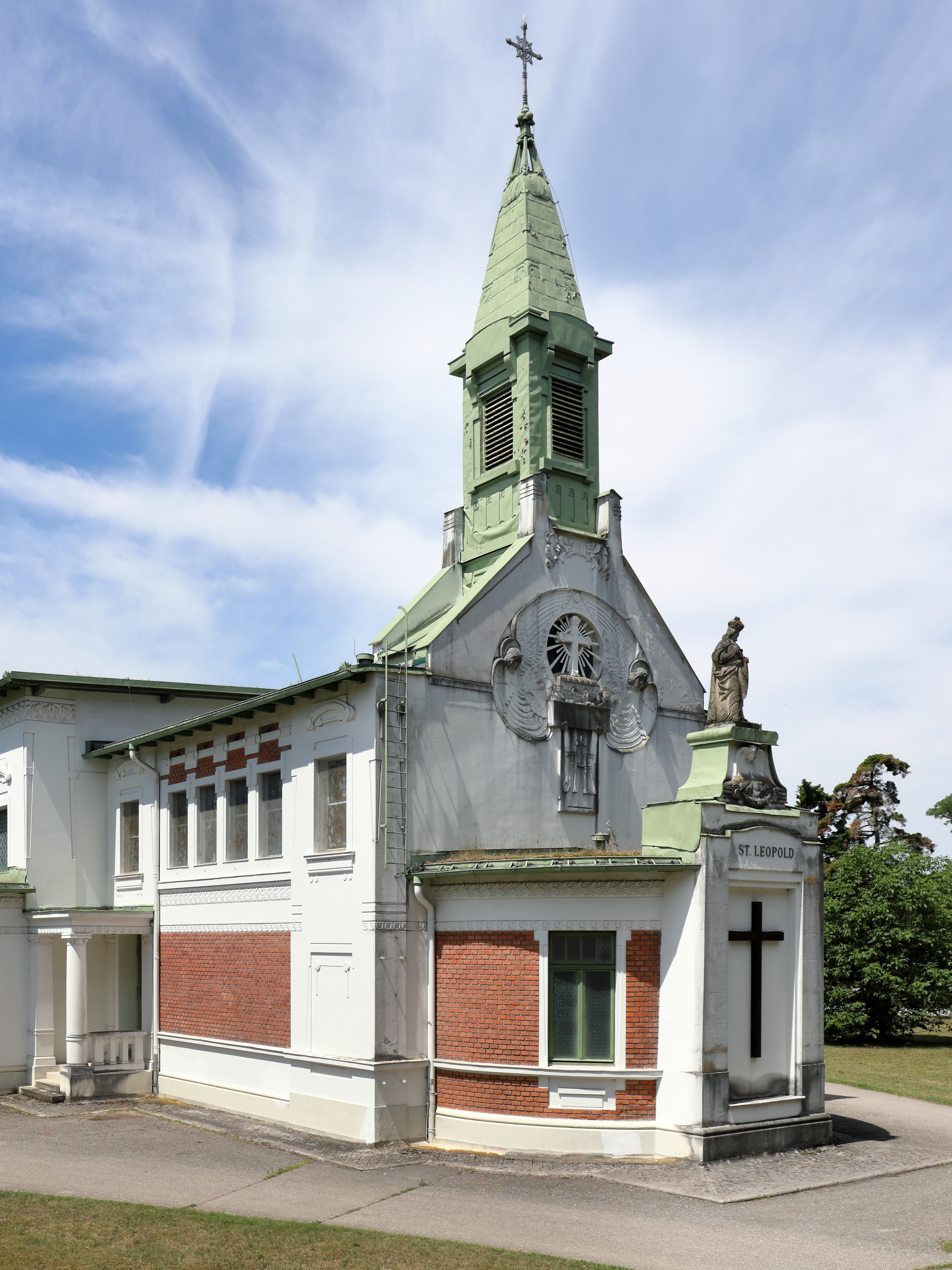
Krankenhauskapelle im Jugendstil

Ein repräsentativer Rechteckbau unter Flachdach mit einem ostseitigen Dachreiter. Die Westfassade wurde 1958 in reduzierten Formen erneuert.